# アップスタート
株式会社アップスタート（英名：Up Start）は、テレビ番組と出版制作や芸能マネジメントを業務する制作プロダクション。

## 制作番組

### 現在
レギュラー
- エンプラ（TBS）

### 過去
レギュラー
- 人妻温泉（テレビ東京）
- 交通バラエティ 日本の歩きかた（フジテレビ）
- ロックの要（BS-TBS）
- シンデレラ男（テレビ東京）
- エンタメキャッチプラス（TBS）
- 新説!?日本ミステリー（テレビ東京）

スペシャル
- 奇跡のマジシャンセロ（テレビ東京）
- 新説!?みのもんたの日本ミステリー!〜失われた真実に迫る〜（テレビ東京）
- ダウンタウンvs魔術師Dr.レオン!! 絶対見破るぞ史上最強マジックSP（日本テレビ）